# فرناندوی دوم، پادشاه پرتغال
فرناندوی دوم (انگلیسی: Fernando II of Portugal؛ ۲۹ اکتبر ۱۸۱۶ – ۱۵ دسامبر ۱۸۸۵) یک پادشاه پرتغال اهل آلمان بود.